# Cuscús de les illes Banggai
El cuscús de les illes Banggai (Strigocuscus pelengensis) és una espècie de cuscús, dins l'ordre dels diprotodonts. És originari de les illes indonèsies de Peleng i Sula.